# Osum
Osum (določna oblika v albanščini: Osumi) je reka v južni Albaniji in eden izmed povirnih krakov reke Seman.
Nastane v bližini vasi Vithkuq v gorah albanskega dela Epira iz sotočja dveh gorskih potokov na nadmorski višini 1420 m. Sprva teče proti severu, naredi široko zanko, v kateri skoraj obkroži svoje povirje, in se naposled usmeri proti severozahodu. Zgornji tok reke poteka po težko pristopnih in redko poseljenih predelih, med drugim skozi 13-kilometrsko sotesko, globoko do 80 m in široko le nekaj metrov. Pred mestom Çorovoda se soteska konča in dolina reke prične širiti. Dalje Osum teče skozi mesto Berat, nekaj kilometrov zahodno od mesta Kuçova pa se združi z reko Devoll in tvori Seman, ki po nižini Myzeqe odteka v Jadransko morje.
V antiki sta bila Seman in Osum znana kot reka Aps (starogrško Ἄψος, Apsos, latinsko Apsus). Zgodovinsko je imela reka velik strateški pomen, saj njena dolina predstavlja naravni prehod iz Makedonije in Epira proti Jadranskemu morju; zato je bila dolina prizorišče številnih bojev, od ilirskih vojn in Cezarjeve državljanske vojne do italijansko-grške vojne med drugo svetovno vojno.
Danes ima predvsem kanjon Osuma sloves naravne znamenitosti; posebej spomladi je priljubljen za rafting, po obeh straneh pa vodijo tudi pohodniške poti.

## Galerija
- Kanjon reke Osum
- Osum v Çorovodi
- Osum in znameniti most Gorica pri Beratu
- Osum v Beratu